# Paulus (Sänger)

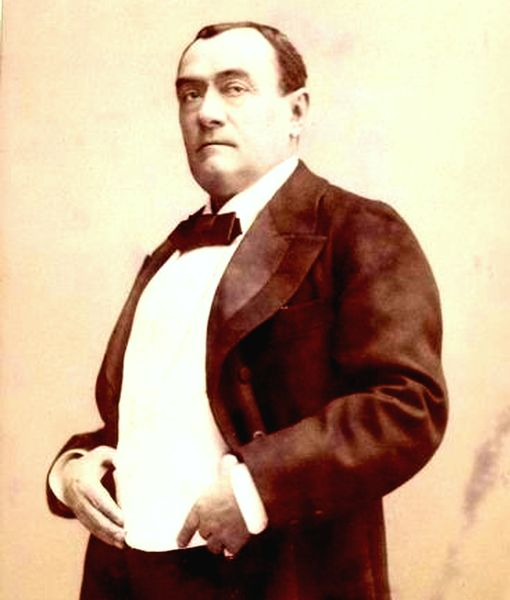
Paulus

Paulus (* 6. Februar 1845 in Bayonne als Jean-Paulin Habans; † 1. Juni 1908 in Saint-Mandé) war ein französischer Sänger des leichten Fachs. Er war einer der bekanntesten Stars der Café-concerts des ausgehenden 19. Jahrhunderts.

## Leben

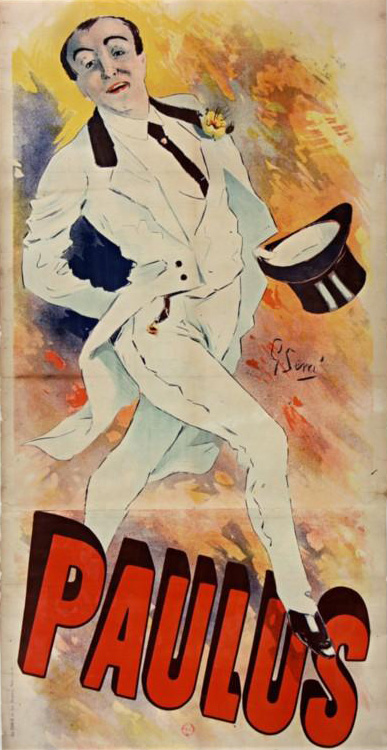
Plakatzeichnung von Sem (1891)

Paulus wuchs in Bordeaux als uneheliches Kind der ungelernten Jeanne-Marie Habans auf. Er selbst behauptete hingegen gerne, dass er aus einer Familie von Kaufleuten stamme.
Er trat in das Berufsleben als Angestellter einer Pariser Petroleumlampenfabrik ein, trat Gesangsvereinen (Goguettes) bei und hatte auch seine ersten kleinen Engagements in der caf’conc-Szene von Paris im Jahr 1864. So u. a. im seinerzeit sehr beliebten Eldorado.
Während einer umsatzschwachen Periode im Jahr 1875 investiert er sein verdientes Geld in ein Marseiller Unternehmen für Farben und chemische Produkte. Jedoch verstand er wenig vom Industriehandel und seine Unternehmung scheiterte.
Er kehrte nach Paris und die Café-concerts zurück, jedoch war sein Auftreten von nun an ein Anderes.
Seine Haare trug er kurz – angeblich, weil ihm bei der Arbeit auf der Bühne sonst zu warm sei –, seine Kleidung ist extravagant und er stritt sich, ebenso wie sein Kollege Aristide Bruant, gerne offen mit seinen Zuschauern. Der laute Disput mit einem, militärisch hoch dekorierten, belgischen Gast, der während seiner Vorstellung Zeitung las, blieb lange Zeit unvergessen.
1882 wurde er beim Grand Concert Parisien für eine ansehnliche Gage (zu Anfang 175 F/Tag) auf drei Jahre fest engagiert. Der Vertrag erlaubte ihm aber auch in anderen Cafés aufzutreten „wenn sie mindestens 1.500 Meter Luftlinie vom Grand Parisien entfernt“ lagen. So sang er in verschiedenen Cafés in und um Paris bis zu 40 Lieder an einem Abend und wurde dadurch recht wohlhabend. Er besaß eine Villa und beschäftigte Fahrer und Dienstboten.
Er war der erste Sänger, der eine Gage von mehr als 400 Franc pro Auftritt bekam und sicher auch einer der Ersten, der es sich leisten konnte, für seinen Lebensstil 60.000 Franc im Jahr auszugeben. An einem Abend verdiente er bis zu 1.000 Franc.
Im Jahre 1885, als Paulus den Vertrag mit dem Concert Parisien vorzeitig aufheben wollte, und sich aufgrund seines zerrütteten Arbeitsverhältnisses mit Regisseur Régnier (Spitzname „Kosmydor“) auch weigerte dort aufzutreten, ging die Angelegenheit vor Gericht. Paulus verlor den Prozess und musste 30.000 Franc Entschädigung an den Betreiber des Grand Concert Parisien zahlen. Er unterschrieb jedoch gleich danach bei dem Café Scala einen angebotenen Vertrag in gleicher Höhe.

## En revenant de la revue
Es schrieb im Mai 1886 den Text zu dem Lied En revenant de la revue welches er auch im Eldorado vortrug. Es war ein Lied zur Ehre der Armee Frankreichs. Am Abend des 14. Juli, dem Nationalfeiertag, als eine größere Gruppe von Zuschauern die Absperrungen auf dem Paradegelände Longchamp durchbrachen, um dem charismatischen und populären General und Kriegsminister Georges Boulanger zu huldigen, reagierte Paulus, während seines abendlichen Auftritts im gut besuchten Alcazar, spontan und änderte den Refrain seines Liedes von:
auf
Moi, je faisais qu'admirer
Notr' brav' Général Boulanger

Ich habe zu bewundern
unsere tapferen kleinen Soldaten
Im Saal wurde diese Darbietung mit sehr viel Applaus bedacht und er musste das Lied wohl an die 20 Male singen. Das Lied in dieser Form wurde ein Lied zu Ehren des Boulangismus und ging so in die französische Musikgeschichte ein. Es wurde auch von Sängern wie André Perchicot und später auch von Bourvil (1950) und Guy Béart (1982) aufgegriffen und interpretiert.

## Geschäftsmann und literarisches Schaffen
Im März 1887 brachte er zusammen mit den Komponisten und Textern Lucien Delormel („Grim“) und Léon Garnier die Zeitschrift La Revue des Concerts heraus, in der er u. a. Missstände hinter den Kulissen der Café-concert-Szene anprangert wurden, wie etwa Vertragsbedingungen zu Ungunsten der Künstler.
1892 übernahm er das insolvente Musiktheater Bataclan, dass er bis 1897 leitete. Unter Paulus’ Führung erlebte das Bataclan Höhepunkte mit den seinerzeit recht populären Künstlern Léon Garnier, Fragson, Paula Brébion, Aristide Bruant und den Wild-West-Shows von Buffalo Bill.
Er ging auch auf Tournee durch viele Städte Europas, Russlands und auch in New York.
Am 16. Dezember 1906 nahm Paulus Abschied vom Bühnenleben und veröffentlichte mit Hilfe seines bekannten Kollegen Octave Pradels seine Memoiren, die ab November 1906 als 33-teilige Serie mit vielen Illustrationen in der Zeitschrift „La vie illustrée“ erschienen.
Diese Erinnerungen sind voller Anekdoten über die Café-Konzert-Szene, seinen Zeitgenossen und legendären Künstlern, wie Thérésa, Gustave Nadaud, Celestial Mogador, Virginia Dejazet, Marius Richard, Polin, Harry Fragson, Yvette Guilbert, Félix Mayol, Aristide Bunting, Dranem und der Operettendiva Hortense Schneider.
Laut der Zeitschrift Die Lieder von Paris aus dem Jahr 1903 verfasste Paulus in den 30 Jahren seines Schaffens 2500 Werke („30 années de succès, 2500 créations“).

## Tod
Paulus starb 1908 im Alter von 63 Jahren und wurde auf dem Südfriedhof von Saint-Mandé zur letzten Ruhe gebettet. Durch spätere Eingemeindungen von Teilen der Stadt im Jahr 1923 gehört das Gelände des Friedhofs nun zum 12. Arrondissement von Paris.

## Lieder von Paulus (Auswahl)
- La Chaussée Clignancourt 1881, Text: Aristide Bruant, Musik: Paulus,
- Derrière l'omnibus 1883, Text: Jules Jouy, Musik: Louis Raynal,
- En revenant de la revue 1886, Text: Lucien Delormel und Léon Garnier, Musik: Louis-César Desormes,
- Le Père la Victoire 1888, Text: Lucien Delormel (Grim) und Léon Garnier, Musik: Louis Ganne